# Place of Skulls
A Place of Skulls amerikai doom metal együttes.

## Története
A zenekart a Pentagram korábbi gitárosa, Victor Griffin alapította 2000-ben a Tennessee állambeli Knoxville-ben. Victor 1996-ban kilépett a Pentagramból és keresztény lett. A "Place of Skulls" (Koponyahely) név Golgotára utal. Első nagylemezük 2001-ben jelent meg a Southern Lord Records gondozásában.

## Tagok
Jelenlegi tagok
- Victor Griffin – ének, gitár (2000–)
- Lee Abney – basszusgitár (2000–2002, 2007–)
- "Minnesota" Pete Campbell – dob (2004–2005, 2011-2014, 2016-)

Korábbi tagok
- Scott "Wino" Weinrich – ének, gitár (2003–2004)
- Dennis Cornelius – basszusgitár (2003–2007)
- Greg Turley – basszusgitár (2002)
- Ron Holzner – basszusgitár (2002–2003)
- Tim Tomaselli – dob (2000–2004, 2005–2011, 2014-2016)

Koncert tagok
- Russell Lee Padgett - dob (2016)
- Dan Lively - basszusgitár (2016)

## Diszkográfia
- Nailed (2001)
- With Vision (2003)
- The Black Is Never Far (2006)
- As a Dog Returns (2010)
- In-Graved (2016)

## Egyéb kiadványok
EP-k
- Place of Skulls (2002)
- Love Through Blood (2005)